# 1970 في المغرب
فيما يلي قوائم الأحداث التي وقعت خلال عام 1970 في المغرب.

## الحكم
- الملك – الحسن الثاني.
- رئيس الحكومة – أحمد العراقي.
- وزير الداخلية – محمد أوفقير.
- رئيس مجلس النواب – عبد الهادي بوطالب.

## أحداث
- 23 مارس 1970 – تأسست منظمة 23 مارس.
- المغرب: دستور جديد للمملكة المغربية عام 1970.[1]
- سلسلة مظاهرات جديدة للعمال والفلاحين كانتفاضة أولاد خليفة بمنطقة الغرب 1970
- عقد مناظرة افران حول التعليم في 11مارس 1970.
- تميزت المرحلة الممتدة بين 1970 و 1990 بما يعرف بسنوات الجمر و الرصاص إذ نشبت العديد من الأحداث المؤثرة في مسار تثبيت دعائم الدولة الحديثة.
- (عقد 1970 شهد المغرب أحداث؛ ولعل أبرزها محاولتي الانقلاب الفاشلتين على الحسن الثاني _ملك المغرب في تلك الفترة_ في عام 1971 ثم 1972،)

## الرياضة
- فاز نادي الجيش الملكي بــالدوري المغربي لكرة القدم 1969–70.
- فاز نادي الوداد الرياضي بكأس العرش المغربي لسنة 1970.

## كتب
- كتاب: «الأغلبية الصامتة في المغرب» للمؤلف: مصطفى العلوي.

## أفلام
- الكنز المرصود (فيلم)
- وشمة (فيلم)

## مواليد
- ياسين عدنان، (صحفي وكاتب ومؤلف مغربي).
- ثريا العلوي، (ممثلة مغربية).
- الطيب هلو، (شاعر وناقد مغربي).
- منير فاطمي، فَنان مغربي.
- صلاح الدين الغماري، إعلامي ومقدم برامج تلفزيونيّة مغربي.
- حفيظ بوعزة، كاتب روائي هولندي من أصول مغربية.
- نورا الصقلي، ممثلة مغربية.
- سعيد بوخليط، كاتب ومترجم مغربي..

## وفيات
- 26 مايو - عبد الخالق الطريس، سياسي مغربي.

## انظرأيضا
- عقد 1970 في المغرب